# Pfarrkirche Pöllau in Sankt Marein bei Neumarkt

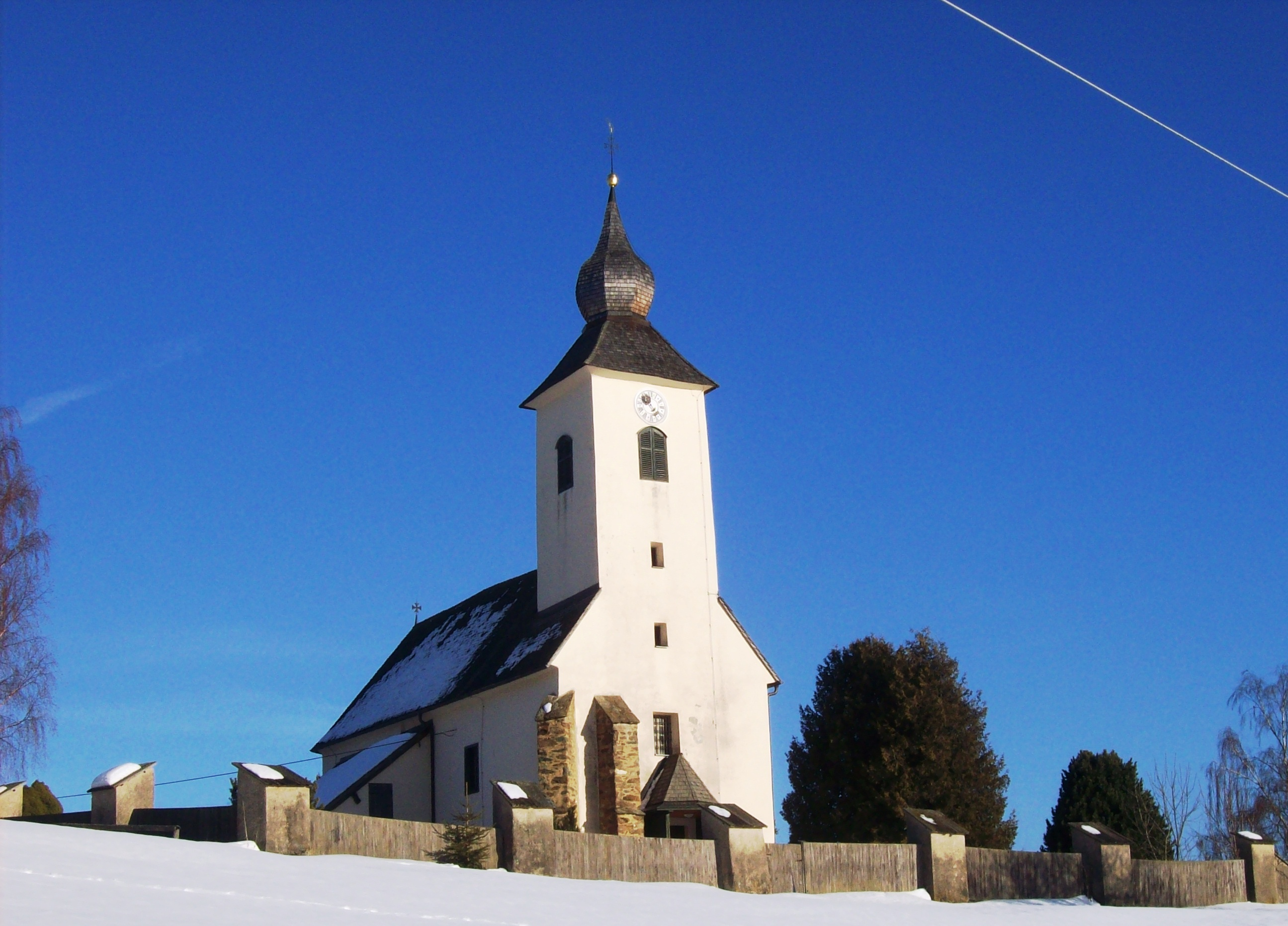
Kath. Pfarrkirche hl. Leonhard in Sankt Erhard in Pöllau in Sankt Marein bei Neumarkt

Die römisch-katholische Pfarrkirche Pöllau in Sankt Marein bei Neumarkt steht im Ort Pöllau in der Katastralgemeinde Sankt Marein in der Gemeinde Neumarkt in der Steiermark im Bezirk Murau in der Steiermark. Die Pfarrkirche hl. Leonhard gehört zum Dekanat Murau in der Diözese Graz-Seckau. Die Kirche und der Friedhof stehen unter Denkmalschutz.

## Geschichte
Eine Kirche wurde 1293 urkundlich genannt. Die Filiale der Pfarrkirche St. Marein bei Neumarkt wurde 1789 zur Pfarrkirche erhoben. Der Turm wurde 1955 restauriert. 1971/1976 war eine Gesamtrestaurierung.

## Architektur
Das zweijochige Langhaus – im Kern romanisch – hat ein barockes Stichkappentonnengewölbe. Der eingezogene Fronbogen ist in der Laibung ausgerundet. Der einjochige frühgotische Chor in der Breite des Langhauses hat einen Fünfachtelschluss und ein schweres Kreuzrippengewölbe mit runden Schlusssteinen. Der Chor hat abgetreppte Strebepfeiler. Im Chorschluss ist ein schmales gotisches Spitzbogenfenster mit einer Holzrahmung und einem Schmiedeeisengitter. Die weiteren Fenster sind barockisiert rechteckig. Die dreiachsige Westempore hat eine vorgezogene Brüstung. Der im Westen eingestellte Turm zeigt die Inschrift 1827. Die tonnengewölbte Sakristei ist nördlich am Chor angebaut.

## Ausstattung

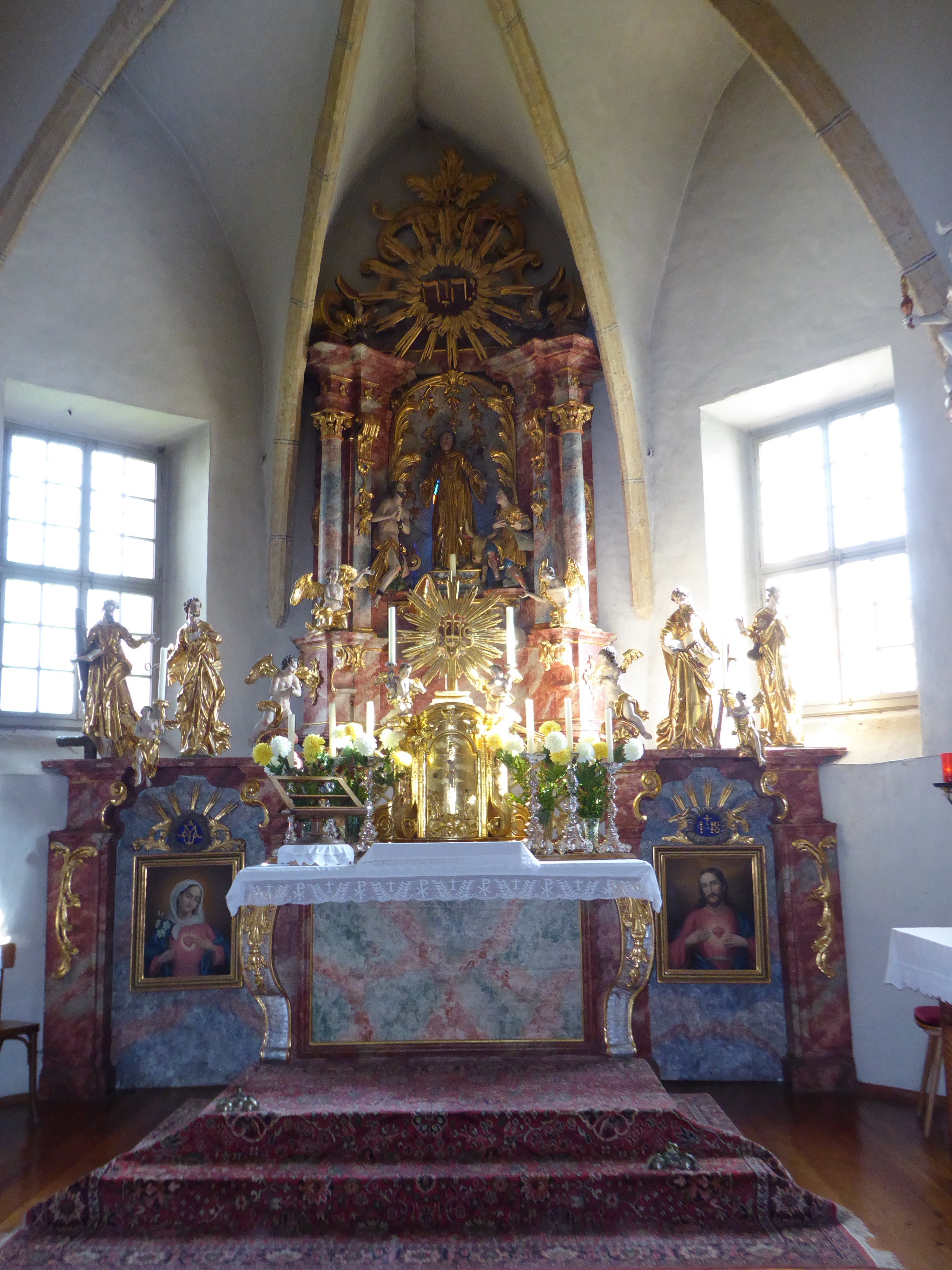
Inneres der Pfarrkirche

Der Hochaltar im Stil des Rokoko in der Art des Johann Reiter entstand um 1780.